# Ammonite (Film)
Ammonite ist ein romantisches Filmdrama von Francis Lee, das im September 2020 beim Toronto International Film Festival seine Premiere feierte und am 4. November 2021 in die deutschen Kinos kam. Im Film wird eine fiktive Beziehung der britischen Fossiliensammlerin Mary Anning mit Charlotte Murchison beschrieben, der Frau des schottischen Geologen Roderick Murchison.

## Handlung
Der Film beginnt im 19. Jahrhundert im Londoner British Museum bei der Versteinerung eines Ichthyosaurus-Skeletts, das Mary Anning im Alter von elf Jahren gefunden hat. Es handelt sich dabei um das erste vollständige Skelett eines Fischsauriers. Während einer Umgestaltung im Museum wird die Information entfernt, dass Mary die Finderin des Skeletts war. Stattdessen erhält es eine Beschriftung, die den männlichen Besitzer des Fundstückes ausweist.
Die anerkannte, aber kaum gewürdigte Fossiliensammlerin und Autodidaktin Mary arbeitet allein an der rauen Südküste Englands. Sie sucht dort nach Versteinerungen, die sie an Touristen verkaufen kann, um sich und ihre kranke Mutter zu ernähren, mit der sie zusammenwohnt. Mary lebt zurückgezogen und konzentriert sich ganz auf das Sammeln, Zeichnen und Katalogisieren der Fossilien. 
Eines Tages erscheint der wohlhabende Paläontologe Roderick Murchison in ihrem kleinen Ladengeschäft. Er will auf Reisen gehen und bittet Mary, sich um seine Frau Charlotte zu kümmern, die an schwerer Melancholie leidet. Mary kann es sich nicht leisten, seinen Wunsch abzulehnen, denn sie braucht das Geld, das er ihr bietet. Die schroffe, verschlossene Mary nimmt Charlotte nun widerwillig mit zur täglichen Fossiliensuche. Die beiden Frauen wechseln kaum ein Wort miteinander. Als Charlotte nach einem Bad im Meer schwer erkrankt, sieht Mary sich vom Arzt genötigt, die Pflege von Charlotte zu übernehmen. Die Mutter fordert, dafür mehr Geld von Mr. Murchison zu verlangen. Mary fürchtet um Charlottes Leben und wacht auch nachts über sie. Dabei entwickelt sie erste Anflüge von Mitgefühl für die leidende Charlotte. Sie kauft eine teure, fiebersenkende Salbe und reibt Charlottes Haut damit ein. Zudem beginnt sie, am Krankenbett Zeichnungen von Charlotte anzufertigen.
Nach der Genesung lernen die beiden Frauen einander allmählich näher kennen. Mary führt Charlotte in die Geheimnisse der Fossiliensuche ein, und die schüchterne junge Frau hilft ihr bei der Arbeit. Dadurch findet sie neuen Lebensmut. Sie ermuntert Mary, ihre wichtige und kostbare Arbeit nicht unter Wert zu verkaufen. Widerstrebend erkennt Mary, dass sie sich zu Charlotte hingezogen fühlt. Diese erwidert ihre Gefühle, es kommt zu ersten Zärtlichkeiten. Trotz der anfänglichen Distanz und ihrer unterschiedlichen sozialen Klassen und Persönlichkeiten entwickelt sich eine zunehmend intensive Liebesbeziehung. Diese wird durch die Rückkehr von Charlottes Mann nach London abrupt beendet. Um den Trennungsschmerz zu betäuben, vertieft Mary sich wieder in ihre Arbeit. Nach dem Tod ihrer Mutter erhält sie einen Brief von Charlotte, in dem diese ihr Beileid zum Ausdruck bringt und Mary nach London einlädt. Erst vor Ort erfährt sie, dass Charlotte einen Einzug von Mary in ihr Haus vorbereitet hat. Mary fühlt sich völlig überrumpelt und verlässt wütend die Wohnung.
Als Mary im Londoner British Museum das Ichthyosaurus-Skelett betrachtet, das sie gefunden hat, taucht Charlotte überraschend auf. Beide Frauen stehen sich inmitten von Männern gegenüber und sehen einander lange an.

## Biografisches

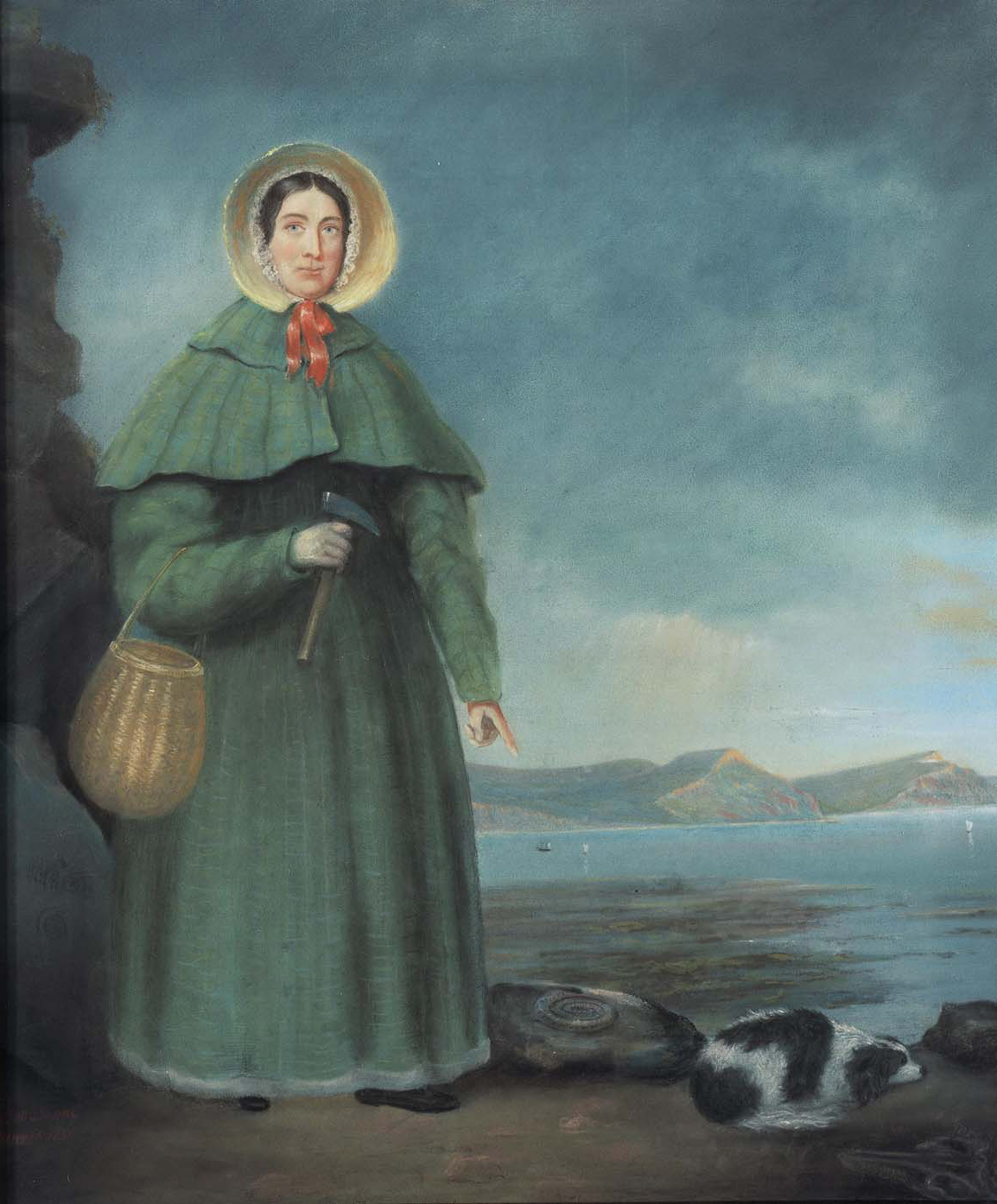
Mary Anning war eine britische Fossiliensammlerin

Mary Anning war eine britische Fossiliensammlerin, die als eine der ersten Paläontologinnen betrachtet wird. Der in dem an der südlichen englischen Küste gelegenen Dorf Lyme Regis in Dorset geborenen Mary Anning wird nachgesagt, schon im Alter von 15 Monaten als ungewöhnlich aufgefallen zu sein. Sie war eines von zehn Kindern, von denen nur sie und ihr Bruder Joseph das Kindesalter überlebten, und wurde nach ihrer ältesten Schwester benannt, die bereits Mary hieß und wenige Monate vor ihrer Geburt im Alter von vier Jahren starb. Marys Vater Richard war Tischler, der sein Einkommen dadurch aufbesserte, dass er an den Klippen in der Nähe von Lyme Regis Fossilien suchte, die er dann an Touristen verkaufte.
Nach seinem Tod blieb die Familie Anning ohne Ernährer zurück. Mary und ihr Bruder Joseph fingen an, in großem Stile nach Fossilien zu suchen, mit deren Verkauf sie das Familieneinkommen aufbesserten. Hierdurch hatte sie bald Verbindungen zu den Geologen und Biologen ihrer Zeit, so zu dem schottischen Geologen und Paläontologen Roderick Murchison, dem Mann von Charlotte Murchison. Roderick Murchison hatte Charlotte, die Tochter eines Generals, im August 1816 geheiratet.
Elizabeth Philpot war eine Fossiliensammlerin, mit der Mary Anning bereits seit ihrer Kindheit befreundet war. Trotz der fast 20 Jahre Altersunterschied und der Tatsache, dass Anning aus einer viel ärmeren Klasse abstammte, während Elizabeth aus dem begüterten Mittelstand kam, freundeten sie sich an.

## Synchronisation
Die deutsche Fassung entstand bei der TaunusFilm Synchron GmbH in Berlin. Das Dialogbuch schrieb Bianca Krahl. Die Regie lag in den Händen von Monica Bielenstein.

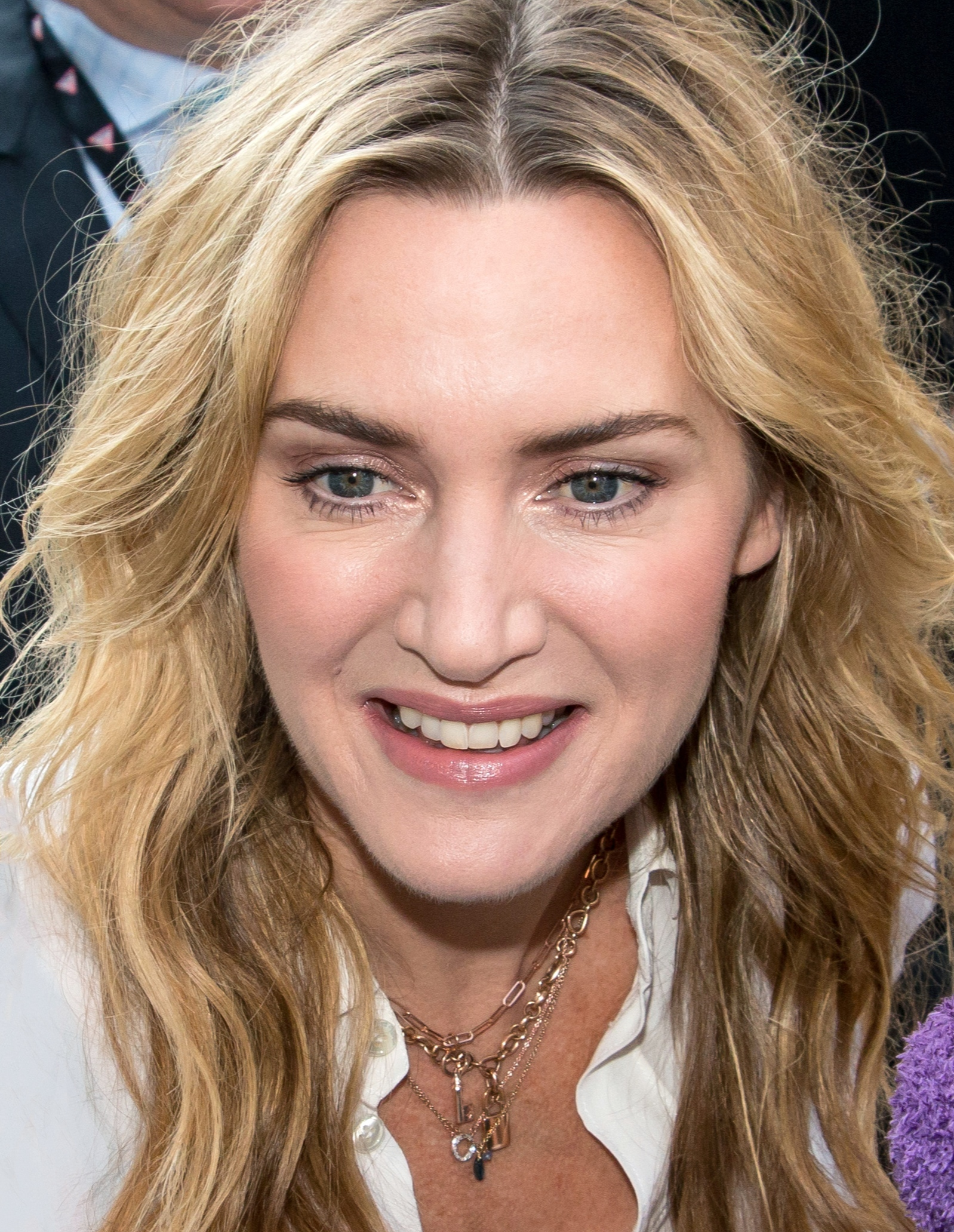
Kate Winslet spielt in der Hauptrolle Mary Anning

| Darsteller       | Rolle               | Synchronsprecher   |
| ---------------- | ------------------- | ------------------ |
| Kate Winslet     | Mary Anning         | Ulrike Stürzbecher |
| Saoirse Ronan    | Charlotte Murchison | Lydia Morgenstern  |
| Fiona Shaw       | Elizabeth Philpot   | Elisabeth Günther  |
| Gemma Jones      | Molly Anning        | Katharina Lopinski |
| James McArdle    | Roderick Murchison  | Tobias Nath        |
| Alec Secăreanu   | Dr. Lieberson       | Alexander Doering  |
| Claire Rushbrook | Eleanor Butters     | n.n.               |
| Nick Pearse      | Three Cups' Kellner | Martin Schubach    |

## Produktion

### Filmtitel, Stab und Idee
Die titelgebenden Ammoniten sind eine ausgestorbene Teilgruppe der Kopffüßer. Mary Anning, von deren Leben der Film inspiriert ist, hatte deren Fossilien gesammelt.
Regie führte Francis Lee, der auch das Drehbuch schrieb. Der Schotte hatte mit God’s Own Country sein Filmdebüt gegeben. „Ich bin Mary Anning zum ersten Mal begegnet, als ich nach einem Fossil für meinen Freund suchte“, erzählt Lee über seiner Inspiration für Ammonite. „Ich fühlte mich sofort von dieser Frau der Arbeiterklasse angezogen, die trotz ihrer Benachteiligung in einer von Klassen geprägten, patriarchalischen Gesellschaft zu einer der führenden Autoritäten auf ihrem Gebiet aufstieg, deren Leistungen von ihren Zeitgenossen jedoch fast völlig unerkannt blieben. […] Vor allem wollte ich sicherstellen, dass ich ihr Würde und Respekt gebe, um Mary Anning zu dem Status zu erheben, den sie verdient hatte, als sie noch lebte.“ Lee war von dieser Zeit, in der die Gesellschaft völlig patriarchalisch war und in der Frauen vollständig im Besitz ihrer Väter oder Ehemänner waren, fasziniert. Auch habe die Ärzteschaft zu dieser Zeit geglaubt, dass Frauen keine sexuellen Lustorgane haben, und die Gesellschaft habe damals keinen Gedanken verschwendet, dass zwei Frauen in einer echten Beziehung miteinander leben könnten. Lee betonte aber gleichzeitig, dass es sich bei Ammonite um keine Filmbiografie handele, sondern dass der Film nur von Annings Leben inspiriert sei. An der Produktion sind See-Saw Films, das British Film Institute und BBC Films beteiligt.

### Besetzung und Dreharbeiten

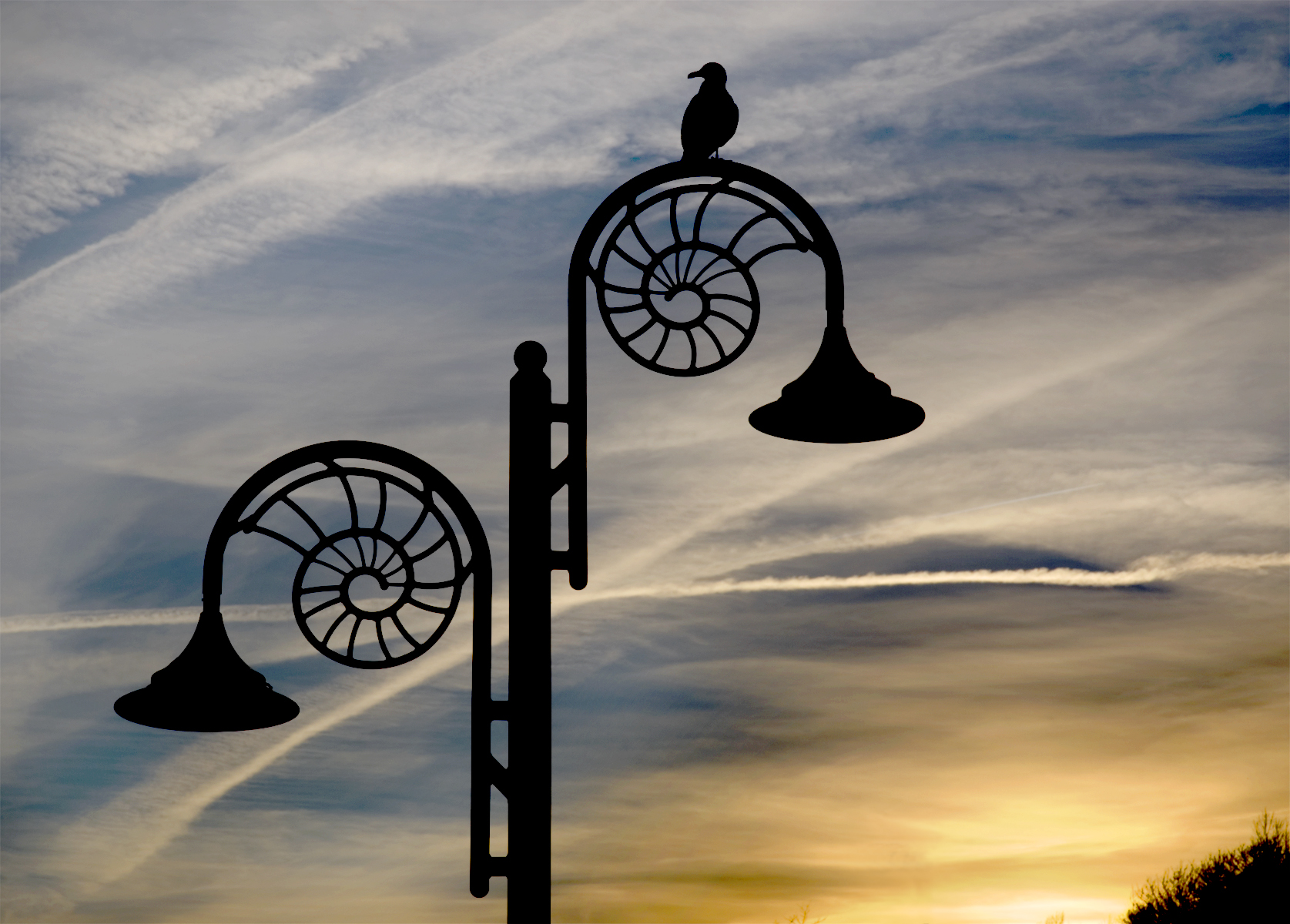
Nach den titelgebenden Ammoniten gestaltete Straßenlaternen in Lyme Regis, wo der Film gedreht wurde

Kate Winslet übernahm die Hauptrolle von Mary Anning, Saoirse Ronan spielt ihren neuen Hausgast Charlotte Murchison, James McArdle deren Ehemann Roderick Murchison. Fiona Shaw übernahm die Rolle von Elizabeth Philpot. In weiteren Rollen sind Claire Rushbrook als Eleanor Butters sowie Gemma Jones und Alec Secăreanu als Molly Anning und Dr. Lieberson zu sehen, die beide in Lees God’s Own Country spielten.
Lee drehte den Film größtenteils in Mary Annings Heimatstadt Lyme Regis in Dorset sowie in Surrey und London. Die Dreharbeiten wurden Mitte März 2019 begonnen und noch im selben Frühjahr / Anfang Mai 2019 beendet. In Lyme Regis hatte das Filmteam georgianische Hausfassaden nachgestaltet. Für die Ausstattung zeichnet Sarah Finlay verantwortlich. Als Kameramann fungierte Stéphane Fontaine, der für seine Arbeit für Jackie zahlreiche Nominierungen und Auszeichnungen erhielt. Mit seinem Filmeditor Chris Wyatt hatte Lee bereits für God’s Own Country zusammengearbeitet.

### Filmmusik und Veröffentlichung
Die Filmmusik komponierten Dustin O’Halloran und Volker Bertelmann. Das Soundtrack-Album mit insgesamt neun Musikstücken wurde am 13. November 2020 von Milan Records veröffentlicht. Es handelt sich um die fünfte Zusammenarbeit von Bertelmann und O’Halloran.
Letzterer hatte bereits gemeinsam mit Adam Wiltzie die Musik für Lees Film God’s Own Country komponiert.
Anfang Juni 2020 wurde bekannt, dass sich Ammonite in der „offiziellen Selektion“, einer Auswahl von 56 Filmen, der ursprünglich für Mai 2020 geplanten Filmfestspiele von Cannes befindet, die aufgrund der Coronavirus-Pandemie in ihrer gewohnten Form abgesagt wurden. Die Premiere erfolgte schließlich am 11. September 2020 beim Toronto International Film Festival. Ebenfalls Anfang September 2020 wurde er beim Festival des amerikanischen Films in Deauville gezeigt. Zudem befand er sich auch in einer Auswahl von Filmen, die beim Telluride Film Festival gezeigt wurden. Ende August 2020 stellte NEON den ersten Trailer vor. Im Oktober 2020 wurde er als Abschlussfilm des London Film Festivals gezeigt. Den Vertrieb in den USA übernahm Neon, ein Filmverleih, der dort zuvor die queeren Filme Porträt einer jungen Frau in Flammen und Beach Rats veröffentlichte. Am 13. November 2020 kam er in ausgewählte US-Kinos. In Deutschland sollte der Film ursprünglich am 25. Februar 2021 in die deutschen Kinos kommen. Aufgrund des anhaltenden Lockdowns im Zuge der Corona-Pandemie wurde der Starttermin auf den 4. November 2021 verschoben.

## Rezeption

### Altersfreigabe
In den USA erhielt der Film von der MPAA ein R-Rating, was einer Freigabe ab 17 Jahren entspricht. In Deutschland wurde der Film von der FSK ab 12 Jahren freigegeben, kann aber von Kindern ab 6 Jahren in Begleitung eines Elternteils beziehungsweise Personensorgeberechtigten im Kino besucht werden. In der Freigabebegründung heißt es, einzelne dramatische Momente sowie erotische Szenen könnten trotz zurückhaltender Bebilderung Kinder unter 12 Jahren irritieren und überfordern.

### Kritiken
Der Film stieß bislang bei den Kritikern auf tendenziell positives Echo. Bei Rotten Tomatoes sind 70 Prozent der aufgeführten Kritiken positiv. Bei Metacritic erhielt der Film einen Metascore von 72 von 100 möglichen Punkten. Ammonite bestand den Bechdel-Test.

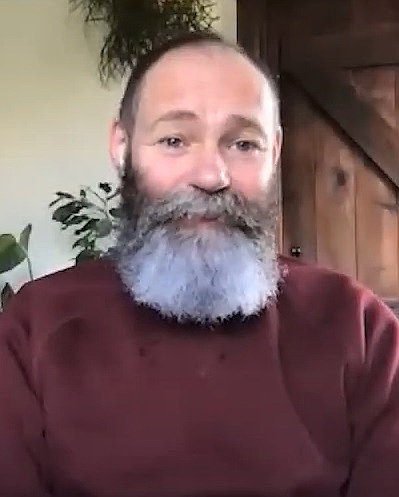
Regisseur Frances Lee

Dieter Oßwald, Filmkorrespondent der Gilde deutscher Filmkunsttheater, schreibt in seiner Filmkritik, dass der Regisseur, Frances Lee, wie in God’s Own Country „auf atmosphärisch dichte Bilder der exquisiten Art“ setze. Oßwald schreibt weiter: „Die raue Klippen-Landschaft am Strand der „Jurassic Coast“ wirkt wie aus einem Gemälde von William Turner.“ Die Figuren seien mit psychologischer Präzision plausibel gezeichnet und würden mit großer Glaubwürdigkeit gespielt. Die Chemie zwischen den Stars sei perfekt, was man bereits bei ihrer ersten Begegnung spürt, als die anfängliche Abneigung so glaubhaft wie die späteren Zärtlichkeiten gespielt werden: „Kleine Gesten genügen dem famosen Schauspiel-Duo für die überzeugende Darstellung ihrer Gefühlswelten. Winzige Details unterstreichen unaufdringlich die Wahrhaftigkeit: Man betrachte nur die zerschundenen Fingernägel der Oscar-Lady als Steinesammlerin.“
Patrick Heidmann von epd Film schreibt, wie schon in seinem grandiosen Debüt God’s Own Country erzähle Lee hier mit Hilfe eindrucksvoller Aufnahmen schroffer Natur davon, wie wortkarge Einsamkeit durch die Ankunft einer fremden Person aufgebrochen werde. Doch Ammonite sei als Film noch spröder und sperriger und die von Kate Winslet einmal mehr überwältigend gespielte Protagonistin noch unzugänglicher. Von Kostümfilmen unterscheide er sich nicht zuletzt dadurch, dass hier eben nicht darauf gesetzt werde, das Publikum mit großen Gefühlen mitzureißen, so Heidmann.
Emma Madden, eine Kulturjournalistin, kritisiert in einer Rezension des Films im Guardian, dass Ammonite sich vieler Muster bediene, die in Filmen mit lesbischer Thematik typisch und daher unoriginell seien. Unter anderem sei das die Darstellung von sexueller Intimität zwischen den Hauptfiguren Mary Anning und Charlotte Murchison. Madden bemängelt, dass Filme, die eine lesbische Geschichte erzählten, die Handlung der Beziehungsentwicklung nur leise hinter den Gesichtern und Blicken der Protagonistinnen zeige, bis sich die emotionale Spannung in einer unnötig langen Sexszene entlade, was ebenso auf Ammonite zutreffe.

### Auszeichnungen
Der Film befand sich in der Vorauswahl für den Europäischen Filmpreis 2021. Im Folgenden eine Auswahl weiterer Auszeichnungen und Nominierungen.
AACTA International Awards 2021
- Nominierung als Beste Nebendarstellerin (Saoirse Ronan)[30]

Artios Awards 2021
- Nominierung in der Kategorie Independent-Film – Komödie[31]

British Academy Film Awards 2021
- Nominierung für die Besten Kostüme (Michael O’Connor)[32]

British Independent Film Awards 2020
- Nominierung für das Beste Kostümdesign (Michael O’Connor)
- Nominierung für das Beste Make-up und die besten Frisuren (Ivana Primorac)[33]

Chicago International Film Festival 2020
- Nominierung im Out-Look-Competition[34]

Europäischer Filmpreis 2021
- Auszeichnung für die Besten Kostüme (Michael O’Connor)

GLAAD Media Awards 2021
- Nominierung in der Kategorie Outstanding Film – Limited Release[35]

Hollywood Music in Media Awards 2021
- Nominierung für die Beste Filmmusik – Independentfilm (Dustin O’Halloran und Volker Bertelmann)[36]

London Critics’ Circle Film Awards 2021
- Nominierung für die Beste technische Leistung (Stéphane Fontaine)[37]

London Film Festival 2020
- Nominierung für den Schaffhausen Filmmaker Bursary Award

Satellite Awards 2020
- Nominierung als Beste Hauptdarstellerin – Drama (Kate Winslet)

Telluride Film Festival 2020
- Auszeichnung mit dem Silver Medallion Award (Kate Winslet)[16]